# Paul Desjardins
Paul Desjardins (Metz, 22 novembre 1859 – Parigi, 13 marzo 1940) è stato un insegnante e giornalista francese.

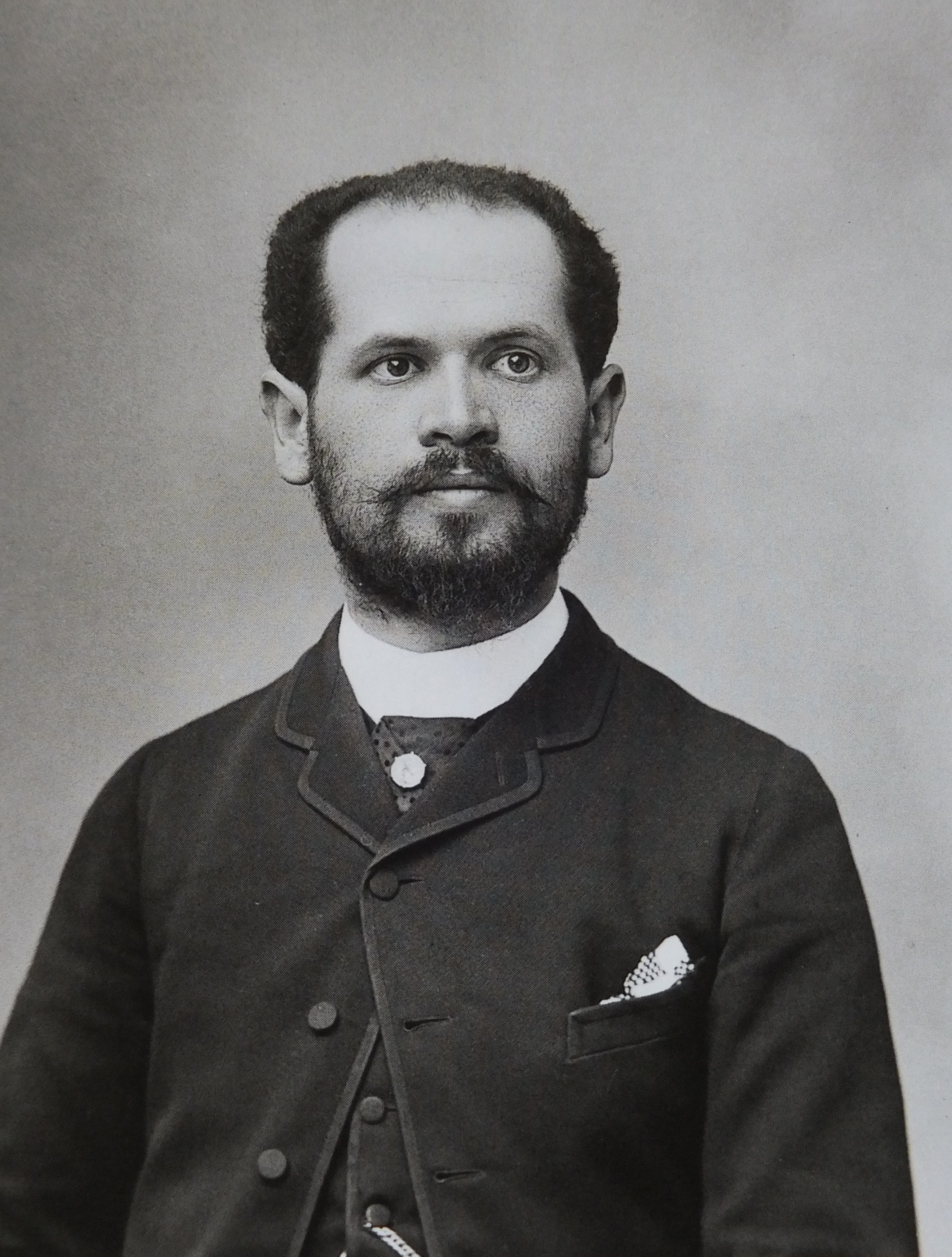
Foto del 22 aprile 1889

Animò i dibattiti della Décades de Pontigny.

Allievo di Jules Lagneau a Vanves, nel 1893 fondò assieme a questi l'Union pour l'Action Morale. 

Prese parte attiva al dibattito sull'affare Dreyfus. Collaborò con Le Figaro. 

Suo fratello, Abel Desjardins (medico, da non confondere con lo storico Abel Desjardins, 1814-1886), fu compagno di classe di Marcel Proust e Robert Proust al liceo Condorcet di Parigi, dove Paul Desjardins insegnò a partire dal 1906.